# Тропилло, Андрей Владимирович
Андре́й Влади́мирович Тропи́лло (21 марта 1951, Ленинград — 28 апреля 2024, Коувола, Южная Финляндия) — советский и российский звукорежиссёр, музыкальный издатель (основатель лейбла «АнТроп»), музыкальный продюсер, рок-музыкант. Внёс существенный вклад в становление и развитие русского рока, оказывая поддержку многим музыкантам на базе кружка звукозаписи в Доме юного техника, коим руководил; Тропилло можно назвать первым продюсером СССР в мировом понимании этого термина.

## Биография
Родился 21 марта 1951 года в Ленинграде.
Внук писательницы Антонины Голубевой (второй жены известного советского актёра Сергея Филиппова), сын инженера и физика, изобретателя радиолокатора Владимира Тропилло.
После школы поступил на физический факультет СПбГУ, где впервые познакомился с рок-музыкантами. Благодаря их влиянию инженер освоил гитару.
В 1970-х годах знакомится с советскими рок-группами, организовывает концерты и записи группы Андрея Макаревича «Машина времени», параллельно осваивая азы звукозаписи. В 1979 году организует, при технической и организационной поддержке Владимира Васильевича Кашинского, одного из руководителей и организаторов Дома пионеров и школьников Красногвардейского района Ленинграда, в этом же «Доме пионеров Красногвардейского района» (сегодня — ЦДЮТТ «Охта») кружок звукозаписи, пользуясь аппаратурой, списанной с «Мелодии». В первой половине 1980-х годов записывает в своей неофициальной студии «АнТроп» альбомы таких групп, как «Аквариум», «Зоопарк», «Кино», «Странные игры» «Алиса», «Телевизор», «Ноль» и организует концерты. Иногда выступал в качестве музыканта и на подпевке при записях альбомов. Как правило, всё происходило без какой-либо оплаты, то есть ни Тропилло не платил музыкантам, ни музыканты не платили ему за запись в его студии.
Записывал группы не только на своей студии, но и неофициально на оборудовании советской фирмы-монополиста «Мелодия».
В конце 1980-х годов был избран[уточнить] директором Ленинградского отделения фирмы «Мелодия», после чего дал возможность записать дебютные альбомы практически всем тогдашним рок-группам города. В результате вскоре покинул пост директора. Тогда же переиздал на виниле записанные им альбомы групп «Алиса», «Кино» и других.
В 1991 году создал «Продюсерский центр рок-н-ролльных приходов Единой евангелическо-лютеранской церкви России».
Примерно тогда же лейбл «АнТроп», существовавший неофициально уже с 1979 года, приобрёл официальный статус. Воспользовавшись несовершенством нового законодательства, Тропилло выпускал на нём альбомы западных рок-групп (The Beatles, The Rolling Stones, Led Zeppelin, Black Sabbath, Sonic Youth и многих других).
В 1990-х годах наладил выпуск аудиокассет, а в 1999 году построил завод по производству компакт-дисков. По легенде, именно он осуществил легализацию пиратских дисков с западной музыкой в России, придумав так называемые «лицензии».
У некоторых российских рок-групп впоследствии возникали серьёзные разногласия с Андреем Тропилло по поводу авторских прав, гонораров и т. п. Иногда дело почти доходило до суда. Однако, многие известные музыканты (например «Аквариум», Юрий Шевчук, Константин Кинчев) признают и ценят его несомненный вклад в отечественную рок-музыку.
Барабанщик группы «Зоопарк» Валерий Кирилов вначале критически относился к деятельности Тропилло, однако потом изменил своё мнение: «В том, что с 1985 по 1991 год „Зоопарком“ не было выпущено ни одного альбома, — личная заслуга Андрея Тропилло. Так я тогда думал. В первое время он предоставлял нам студию несколько раз, но затем это делать перестал. <…> Сейчас я понимаю, что Антроп был не виноват. Именно в то время у него начались проблемы со студией, и то, что он умудрился записать наши топовые группы, — это просто чудо».
В последние годы проживал в Финляндии. Его обнаружили мёртвым 28 апреля 2024 года в его квартире в городе Коувола. Похоронен на Смоленском кладбище Санкт-Петербурга.

## Дискография
Список музыкальных альбомов, созданных при непосредственном участии (в качестве звукорежиссёра или продюсера):
1978:
- «День рождения» — группа «Машина времени» (компиляция); составитель

1979:
- «Маленький принц» — группа «Машина времени» (компиляция концертной записи); составитель

1980:
- «Прощай, чёрная суббота» — Юрий Степанов (сольный альбом клавишника группы «Мифы»); звукорежиссёр

1981:
- «Москва — Ленинград» — группа «Машина времени» (компиляция); составитель
- «Дорога домой» — группа «Мифы»; звукорежиссёр
- «Синий альбом» — группа «Аквариум»; звукорежиссёр
- «История Аквариума. Том II. Электричество» — группа «Аквариум»; звукорежиссёр студийной части альбома
- «Треугольник» — группа «Аквариум»; звукорежиссёр, музыкант (флейта, бэк-вокал)

1982:
- «Несостоявшийся концерт» — Андрей Макаревич (запись акустического концерта); звукорежиссёр
- «Дым» — группа «Пикник»; звукорежиссёр
- «Табу» — группа «Аквариум»; звукорежиссёр
- «История Аквариума. Том I. Акустика» — группа «Аквариум»; звукорежиссёр
- «45» — группа «Кино»; звукорежиссёр, музыкант (флейта, бэк-вокал)
- «Страсти по Иннокентию» — Ольга Першина; звукорежиссёр, музыкант (флейта, бэк-вокал)
- «Еxercises» — Владимир Чекасин, Сергей Курёхин, БГ; звукорежиссёр части записей

1983:
- «Радио Африка» — группа «Аквариум»; звукорежиссёр (передвижная студия «MCI»)
- «Уездный город N» — группа «Зоопарк»; звукорежиссёр
- «Зал ожидания» — группа «Мануфактура»; звукорежиссёр (передвижная студия «MCI»)
- «Метаморфозы» — группа «Странные игры»; звукорежиссёр части песен (передвижная студия «MCI»)

1984:
- «Танец волка» — группа «Пикник»; звукорежиссёр
- «День Серебра» — группа «Аквариум»; звукорежиссёр
- «МСI» — группа «Аквариум» (компиляция студийных записей); звукорежиссёр
- «Белая полоса» — группа «Зоопарк»; звукорежиссёр, аранжировки, музыкант (флейта)
- «Начальник Камчатки» — группа «Кино»; звукорежиссёр
- «Ублюжья доля» — группа «Облачный край»; звукорежиссёр
- «Жук на расчёске» — группа «Тамбурин» (альбом не распространялся); звукорежиссёр

1985:
- «Шествие рыб» — группа «Телевизор»; звукорежиссёр, музыкант (саксофон)
- «Стремя и люди» — группа «Облачный край»; звукорежиссёр
- «Колёсико» — Владимир Леви (сольный альбом лидера группы «Тамбурин», не распространялся); звукорежиссёр

1986:
- «Дети Декабря» — группа «Аквариум»; звукорежиссёр, бэк-вокал
- «Ночь» — группа «Кино»; звукорежиссёр, музыкант (флейта, бэк-вокал)
- «Энергия» — группа «Алиса» («Доктор Кинчев и сотоварищи»); звукорежиссёр, музыкант (флейта, бэк-вокал), «драматизация»
- «Смотри в оба» — группа «Странные игры»; звукорежиссёр, бэк-вокал
- «Музыка драчёвых напильников» — группа «Ноль» (на момент выхода записи — «Нулевая группа»); звукорежиссёр

1987:
- «БлокАда» — группа «Алиса»; звукорежиссёр (передвижная студия «MCI»)
- «Оттепель» — группа «ДДТ» (концертная запись фестиваля в Шушарах, отличается от изданного в 1991 году студийного альбома); составитель
- «Гласность» — группа «Объект насмешек»; звукорежиссёр (передвижная студия «MCI»)
- «Рейган-провокатор» — группа «Автоматические удовлетворители» (передвижная студия «MCI»)
- «Музыка для мёртвых» — группа «Телевизор»; звукорежиссёр (передвижная студия «MCI»)
- «Я - интеллигент» — группа «Ё»; звукорежиссёр (передвижная студия «MCI»)
- «Камни Санкт-Петербурга» — Николай Корзинин; звукорежиссёр (альбом окончательно доработан на домашней студии Андрея Соколова)

Помимо рока, записывал также и джазовых музыкантов:
- Сергея Курёхина
- Сергей Летов
- Владимира Чекасина
- Валентину Пономарёву
- дуэт Владислава Макарова и Александра Кондрашкина (1984)